# Pływanie na Letnich Igrzyskach Olimpijskich 1928 – 100 m stylem grzbietowym mężczyzn
Konkurencja pływacka 100 m stylem grzbietowym na Letnich Igrzyskach Olimpijskich 1928 w Amsterdamie odbyła się w dniach 7-9 sierpnia 1928. W zawodach wzięło udział 19 pływaków z 12 państw.

## Rekordy
Przed zawodami rekord świata i rekord olimpijski wyglądały następująco:
| Rekord świata     | George Kojac (USA)   | 1:09,0 | Detroit (USA) | 23 czerwca 1928 |
| Rekord olimpijski | Warren Kealoha (USA) | 1:13,2 | Paryż (FRA)   | 18 lipca 1924   |

W trakcie zawodów ustanowiono następujące rekordy:
| Data       | Etap konkurencji | Zawodnik     | Czas   | Rekord |
| ---------- | ---------------- | ------------ | ------ | ------ |
| 7 sierpnia | eliminacje       | George Kojac | 1:09,2 | OR     |
| 9 sierpnia | finał            | George Kojac | 1:08,2 | WR     |

## Wyniki

### Eliminacje
Dwóch najlepszych zawodników z każdego biegu oraz jeden zawodnik z pozostałych z najlepszym czasem awansowało do półfinałów.
Wyścig 1
| Poz. | Zawodnik         | Wynik  | Uwagi |
| ---- | ---------------- | ------ | ----- |
| 1.   | George Kojac     | 1:09,2 | Q,    |
| 2.   | Toshio Irie      | 1:13,4 | Q     |
| 3.   | Albert Schumburg | 1:16,6 |       |
| 4.   | Roland Johansson | 1:17,4 |       |

Wyścig 2
| Poz. | Zawodnik       | Wynik  | Uwagi |
| ---- | -------------- | ------ | ----- |
| 1.   | Walter Laufer  | 1:12,8 | Q     |
| 2.   | Jack Besford   | 1:15,0 | Q     |
| 3.   | Aladár Bitskey | 1:15,6 |       |
| 4.   | Johann Schulz  | 1:17,2 |       |

Wyścig 3
| Poz. | Zawodnik      | Wynik  | Uwagi |
| ---- | ------------- | ------ | ----- |
| 1.   | Tom Boast     | 1:17,0 | Q     |
| 2.   | Gérard Blitz  | 1:18,8 | Q     |
| 3.   | Len Moorhouse | 1:20,4 |       |

Wyścig 4
| Poz. | Zawodnik       | Wynik  | Uwagi |
| ---- | -------------- | ------ | ----- |
| 1.   | Ernst Küppers  | 1:14,0 | Q     |
| 2.   | Willie Francis | 1:16,4 | Q     |
| 3.   | Émile Zeibig   | 1:20,0 |       |
| 4.   | Eugène Kuborn  | b.d.   |       |

Wyścig 5
| Poz. | Zawodnik       | Wynik  | Uwagi |
| ---- | -------------- | ------ | ----- |
| 1.   | Paul Wyatt     | 1:14,0 | Q     |
| 2.   | Eskil Lundahl  | 1:14,4 | Q     |
| 2.   | Munroe Bourne  | 1:14,4 | Q     |
| 4.   | Shourai Kimura | b.d.   |       |

### Półfinały
Trzech najlepszych zawodników półfinału kwalifikowało się do finału.
Półfinał 1
| Poz. | Zawodnik       | Wynik  | Uwagi |
| ---- | -------------- | ------ | ----- |
| 1.   | George Kojac   | 1:10,0 | Q     |
| 2.   | Toshio Irie    | 1:14,0 | Q     |
| 3.   | Jack Besford   | 1:14,8 | Q     |
| 4.   | Munroe Bourne  | b.d.   |       |
| 5.   | Eskil Lundahl  | b.d.   |       |
| 6.   | Willie Francis | b.d.   |       |

Półfinał 2
| Poz. | Zawodnik      | Wynik  | Uwagi |
| ---- | ------------- | ------ | ----- |
| 1.   | Walter Laufer | 1:12,6 | Q     |
| 2.   | Paul Wyatt    | 1:14,2 | Q     |
| 2.   | Ernst Küppers | 1:14,2 | Q     |
| 4.   | Tom Boast     | b.d.   |       |
| -    | Gérard Blitz  | -      | DNS   |

### Finał
| Poz. | Zawodnik      | Wynik  |
| ---- | ------------- | ------ |
| 1.   | George Kojac  | 1:08,2 |
| 2.   | Walter Laufer | 1:10,0 |
| 3.   | Paul Wyatt    | 1:12,0 |
| 4.   | Toshio Irie   | 1:13,6 |
| 5.   | Ernst Küppers | 1:13,8 |
| 6.   | Jack Besford  | 1:15,4 |